# Il decimo uomo
Il decimo uomo (The Tenth Man) è un film per la televisione del 1988 diretto da Jack Gold e tratto dall'omonimo romanzo di Graham Greene. Gli interpreti principali del film sono Anthony Hopkins, Derek Jacobi e Kristin Scott Thomas.
Nel 1989 il film fu candidato per un premio Golden Globe per la miglior miniserie o film per la televisione, senza riuscire a vincerlo.

## Trama
Parigi. Durante la seconda guerra mondiale l'avvocato francese Chavel, scapolo con studio in città ma residenza in una bella villa in campagna con tanto di tenuta, viene catturato dai nazisti come ostaggio per le fucilazioni di rappresaglia che seguono alle azioni dei maquis. Riesce a salvarsi offrendo a Jean, un altro prigioniero, disoccupato e affetto da TBC, di barattare la sua vita in cambio delle sue ricchezze, così il povero Jean, che accetta, muore fucilato al suo posto.
Finita la guerra, Chavel torna nella sua villa di campagna, ora occupata da Thérèse, la sorella dell'uomo morto al posto dell'avvocato francese, e dalla madre, malata di cuore. Chavel, cui è cresciuta una folta barba che lo rende irriconoscibile anche agli abitanti del paese, si spaccia per Charlot, un altro prigioniero-ostaggio che ha conosciuto in prigionia Jean e che è povero in canna. Assunto dalle due donne sole come tuttofare, le cose incominciano ad andar bene per lui e Thérèse, che è perennemente in attesa di Chavel per vendicare la morte del fratello uccidendolo, incomincia a mostrare un certo interesse per Charlot-Chavel.
Improvvisamente si presenta Carosse, un impostore che si spaccia invece proprio per Chavel. Charlot non lo smentisce e Carosse, che è ricercato per un omicidio e per collaborazionismo, dopo una prima scomposta reazione di Thérèse nei suoi confronti seguita da un'offerta di ospitalità per una notte, decide di rimanere nella casa finché le acque si sono calmate. Astutamente, approfittando anche del momento di smarrimento della ragazza per il decesso della madre, convince Thérèse che Charlot è un impostore e un mentitore, invitando poi Charlot, in separata sede, ad andarsene, con la minaccia di uccidere Thérèse. Charlot tuttavia lo smaschera con uno stratagemma e poi si rivela per chi è veramente. Carosse, fuori di sé, lo colpisce con una revolverata e fugge ed il vero Chavel muore nelle braccia di Thérèse ottenendone il perdono.